# Посміхнися сусідові
«Посміхнися сусідові» (рос. «Улыбнись соседу») — радянський художній фільм 1968 року, музична комедія, знята ТО «Екран».

## Сюжет
Про те, як складалися відносини сім'ї Іванових, що отримала нову квартиру в будинку, де жили співаки, музиканти, артисти естради…

## У ролях
- Зоя Федорова — Анна Петрівна Іванова
- Сергій Плотников — Іван Іванович Іванов
- Ада Шереметьєва — Ірина Іванова
- Аріна Алейникова — Маша Іванова, лікар-стоматолог
- Тетяна Байбакова — Наташа Іванова
- Валерій Козинець — Юрій Іванов, старшина міліції
- Валентина Климова — Лариса Вершиніна, балерина
- Володимир Балон — трубач
- Сергій Мартінсон — артист
- Лариса Мондрус — Лариса, стюардеса, виконавиця пісень
- Віктор Хохряков — Вершинін Ігор Олексійович, професор, доктор юридичних наук
- Рада Волшанінова — співачка, з дуету
- Микола Волшанінов — камео
- Еммануїл Геллер — Мамуля, чоловік, який прийшов з обміну квартири
- Георгій Георгіу — мешканець будинку
- Майя Головня — камео
- Георгій Жемчужний — Саша
- Леонід Каневський — управдом
- Савелій Крамаров — артист-недотепа
- Зінаїда Кікіна — мати Сашка
- Георгій Мілляр — Володимир Захарович, меломан
- Вероніка Полонська — Варвара Вершиніна
- Валерій Сазонов — танцює степ
- Геннадій Сазонов — танцює степ
- Олександр Шворін — Валерій Рогов, сусід Вершиніна
- Ігор Кулешов — епізод
- Муслім Магомаєв — виконавець пісень
- Олег Анофрієв — виконавець пісень
- Зоя Харабадзе — епізод
- Владислав Линковський — епізод

## Знімальна група
- Режисер — Володимир Храмов
- Сценарист — Ніна Фоміна
- Оператор — Олександр Тафель
- Композитор — Леонід Гарін
- Художник — Вадим Дмитровський